# Dům čp. 220 (Štramberk)
Dům čp. 220 stojí na ulici Dolní ve Štramberku v okrese Nový Jičín. Roubený dům byl postaven v polovině 19. století. Byl zapsán do Ústředního seznamu kulturních památek ČR před rokem 1988 a je součástí městské památkové rezervace.

## Historie
Podle urbáře z roku 1558 bylo na náměstí postaveno původně 22 domů s dřevěným podloubím, kterým bylo přiznáno šenkovní právo, a sedm usedlých na předměstí. Uprostřed náměstí stál pivovar. V roce 1614 je uváděno 28 hospodářů, fara, kostel, škola a za hradbami 19 domů. Za panování jezuitů bylo v roce 1656 uváděno 53 domů. První zděný dům čp. 10 byl postaven na náměstí v roce 1799. V roce 1855 postihl Štramberk požár, při němž shořelo na 40 domů a dvě stodoly. V třicátých letech 19. století stálo nedaleko náměstí ještě dvanáct dřevěných domů.
Původní roubený dům čp. 220 byl postaven v polovině 19. století. V šedesátých a devadesátých letech 20. století byl rekonstruován, přičemž došlo k výměně většího množství původních dřevěných prvků. Objekt je příkladem původní předměstské zástavby ve Štramberku.

## Stavební podoba
Dům je přízemní roubená stavba na obdélném půdorysu, je orientován štítovou stranou k ulici. Dispozice je trojdílná se síní, jizbou a kuchyní, zadní síň s kuchyní jsou zděné. Stavba je roubená z přitesaných kuláčů. Je postavena na omítané kamenné podezdívce, která vyrovnává svahovou nerovnost, je podsklepena s vchodem na západní straně. Štítové průčelí v části obrácené do ulice (jižní) je tříosé s kaslíkovými okny. Štít je trojúhelníkový svisle bedněný s dvojicí oken, s polovalbou ve vrcholu štítu. Střecha je sedlová polovalbová.